# Archibald Douglas, 4:e earl av Douglas
Archibald Douglas, 4:e earl av Douglas, född omkring 1372, död 1424, var en skotsk adelsman, son till Archibald Douglas, 3:e earl av Douglas, far till Archibald Douglas, 5:e earl av Douglas.
Douglas var gift med en dotter till Robert III av Skottland och troligen medskyldig i mordet på dennes son David 1402. År 1423 förde han i tjänst hos Karl VII av Frankrike en skotsk hjälptrupp i kriget mot engelsmännen och upphöjdes till belöning för sina tjänster till hertig av Touraine. Han stupade mot engelsmännen i slaget vid Verneuil året därpå.